# 柯尼斯堡级小巡洋舰 (1915年)
柯尼斯堡级小巡洋舰（德語：Königsberg-Klasse）是德意志帝国海军于第一次世界大战期间建造的四艘小巡洋舰的船级。该船级由首舰柯尼斯堡号、卡尔斯鲁厄号、埃姆登号和纽伦堡号所共同组成，它们均以在战争前期损失的小巡洋舰命名。与之前的威斯巴登级相比，这些舰只有着渐进式的改良，配备了八门150毫米45倍径速射炮以及设计速度为27.5节。
柯尼斯堡号和纽伦堡号于第二次黑尔戈兰海战中有所行动，其中前者在当时曾被战列巡洋舰反击号的炮弹击中。在战争的最后几天，四艘同级舰中有三艘均将参加袭击英国大舰队的舰队决战行动，但舰队内发生的叛乱迫使计划被取消。战争结束后，卡尔斯鲁厄号、埃姆登号和纽伦堡号被扣押在斯卡帕湾，并于1919年6月21日自沉，但仅卡尔斯鲁厄号成功沉没。另两艘舰则由英国水兵搁滩并移交协约国支配。而柯尼斯堡号是作为战利舰被割让予法国，并在更名为“梅斯号”（Metz）后跟随法国海军服役直至1930年代，继而拆解报废。

## 设计
柯尼斯堡级小巡洋舰的设计方案于1913年制定。与之前的威斯巴登级相比，该设计是一个渐进式的改良版本，具有更大的船体和更高的排水量，但在武器装备、航速和装甲保护方面仍维持相同。至1916年，德国在第一次世界大战期间已损失了十三艘小巡洋舰；于是当柯尼斯堡级舰只入役后，便选取了其中四艘已故巡洋舰的名称命名。

### 整体特征及机械装置
柯尼斯堡级舰只的水线长度和全长分别为145.80（478英尺4英寸）和151.40（496英尺9英寸），有14.2（46英尺7英寸）的舷宽，以及5.96（19英尺7英寸）的前吃水和6.32（20英尺9英寸）的后吃水。它们的设计排水量为5,440公噸（5,350長噸），满载排水量则可达7,125公噸（7,012長噸）。船体采用纵向钢框架构造，设有十八个水密舱室和一个占龙骨长度比重为45%的双层船底。这些舰只的标准船员编制为17名军官和458名水兵。它们还配备有一些小型舰载艇，包括1艘哨艇、1艘驳船、1艘独桅纵帆船、2艘高低桅帆船和2艘小划艇。德国海军将这些舰只视为良好的远洋船具，运转温和。它们具有极强的机动性，转弯半径紧凑，但在入弯会遭受速度损失。在满舵的情况下，它们的降速则高达60%。此外，这些舰只的艉部沉重。
柯尼斯堡号、埃姆登号和纽伦堡号的推进系统由两台蒸汽轮机组成，而卡尔斯鲁厄号则配备了两套高压齿轮降速涡轮机。它们各负责驱动一副直径为3.50（11英尺6英寸）的三叶螺旋桨。全部四艘同级舰的涡轮机均由十台燃煤水管锅炉和四台燃油双头式水管锅炉提供动力。发动机的额定功率为31,000匹軸馬力（23,117千瓦特），设计速度为27.5節（50.9每小時）。但在试航中，柯尼斯堡号的功率和最高速度分别达到了45,900匹軸馬力（34,228千瓦特）和27.8節（51.5每小時），而卡尔斯鲁厄号则达到55,700匹軸馬力（41,535千瓦特）和27.7節（51.3每小時）。埃姆登号也达到了50,216匹軸馬力（37,446千瓦特）和27.7节；纽伦堡号则没有录得试航验数据。由于战时处境，试航是在浅水区进行的；若在深水中，这些舰只的航速预计将超过29節（54每小時）。
燃煤的贮存量按设计为350公噸（340長噸），但最多可搭载1,340公噸（1,320長噸）。燃油贮量最初为150公噸（150長噸），但同样可增加至500公噸（490長噸）。在12節（22每小時）的巡航速度下，这些舰只最多可以航行4,850海里（8,980）。若将速度提升至27節（50每小時），则巡航范围会大幅下降至1,200海里（2,200）。电力由两台涡轮发电机和一台柴油发电机供应，可在220伏特的电压下输出300千瓦特（400匹馬力）的总电功率。转向通过大型单舵控制。

### 武器及装甲
柯尼斯堡级舰只配备有八门单座安装的150毫米45倍径速射炮。其中两门并排布置在艏艛前方，四门设于舰舯、每边各两门，以及两门以背负式成对布置在舰艉。这些炮管在发射45.3（100英磅）炮弹的初速为840每秒（2,800英尺每秒）。炮管的仰角可提升至30°，使其可以瞄准最高达17,600（19,200碼）开外的目标。它们共提供1040发弹药，其中每炮130发。舰只的防空武器由两门88毫米45倍径速射炮组成，均安装在烟囱后方的中心线上。它们在发射10（22英磅）炮弹的初速为750至770每秒（2,500至2,500英尺每秒）。舰只还标配搭载有四具500（19.7英寸）鱼雷管和八枚鱼雷，其中两具浸没舷侧的船体内、两具被安装在甲板上的旋转发射器内。四艘同级舰也可携带多达200枚水雷。
柯尼斯堡级舰只受到由克虏伯渗碳装甲制成的水线装甲带保护；这条装甲带在舰舯的厚度为60（2.4英寸），至舰艏处弱化为18（0.71英寸）。舰艉则不设装甲。甲板前侧由60毫米厚的装甲覆盖，舯部为40（1.6英寸）厚，艉部厚度则为20（0.79英寸）。40毫米厚的斜面装甲与甲板和水线装甲带相连。司令塔的侧部有100（3.9英寸）厚、顶部为20毫米厚。主炮则配备有厚度为50（2.0英寸）的炮挡。水雷舱也受到20毫米厚的甲板装甲和30（1.2英寸）厚的侧面装甲保护。

## 建造
首舰柯尼斯堡号是为替代老旧的小巡洋舰瞪羚号而以“瞪羚替舰（Ersatz Gazelle）”为代号进行订购，并于1914年在不来梅的威悉船厂开始架设龙骨。它于1915年12月18日下水，并于八个月后、至1916年8月12日入役。埃姆登号是为替代小巡洋舰宁芙号而以“宁芙替舰（Ersatz Nymphe）”为代号订购，并跟随其姊妹舰同样于1914年在威悉船厂开建。它于1916年2月1日下水，并于同年12月16日投入公海舰队使用。卡尔斯鲁厄号是为替代小巡洋舰尼俄伯号而以“尼俄伯替舰（Ersatz Niobe）”为代号订购，并于1915年开始在基尔的帝国船厂架设龙骨。下水仪式于1916年1月31日举行，并在完成舾装工作后，于1916年11月15日入役。同级的末舰——纽伦堡号则是为替代小巡洋舰忒提斯号而以“忒提斯替舰（Ersatz Thetis）”为代号于1914年12月在基尔的霍瓦兹船厂建造。它于1916年4月14日下水，至1917年2月15日交付使用。

### 同级舰
| 舰只         | 造船厂         | 命名来源   | 架设日期   | 下水日期       | 入役日期       | 结局                        |
| ------------ | -------------- | ---------- | ---------- | -------------- | -------------- | --------------------------- |
| 柯尼斯堡号   | 不来梅威悉船厂 | 柯尼斯堡   | 1914年     | 1915年12月18日 | 1916年8月12日  | 1936年于法国拆解报废        |
| 埃姆登号     | 不来梅威悉船厂 | 埃姆登     | 1914年     | 1916年2月1日   | 1916年12月16日 | 1926年于法国拆解报废        |
| 卡尔斯鲁厄号 | 基尔帝国船厂   | 卡尔斯鲁厄 | 1915年     | 1916年1月31日  | 1916年11月15日 | 1919年6月21日凿沉于斯卡帕湾 |
| 纽伦堡号     | 基尔霍瓦兹船厂 | 纽伦堡     | 1914年12月 | 1916年4月14日  | 1917年2月15日  | 1922年7月7日作为靶舰被击沉  |

## 服役历史

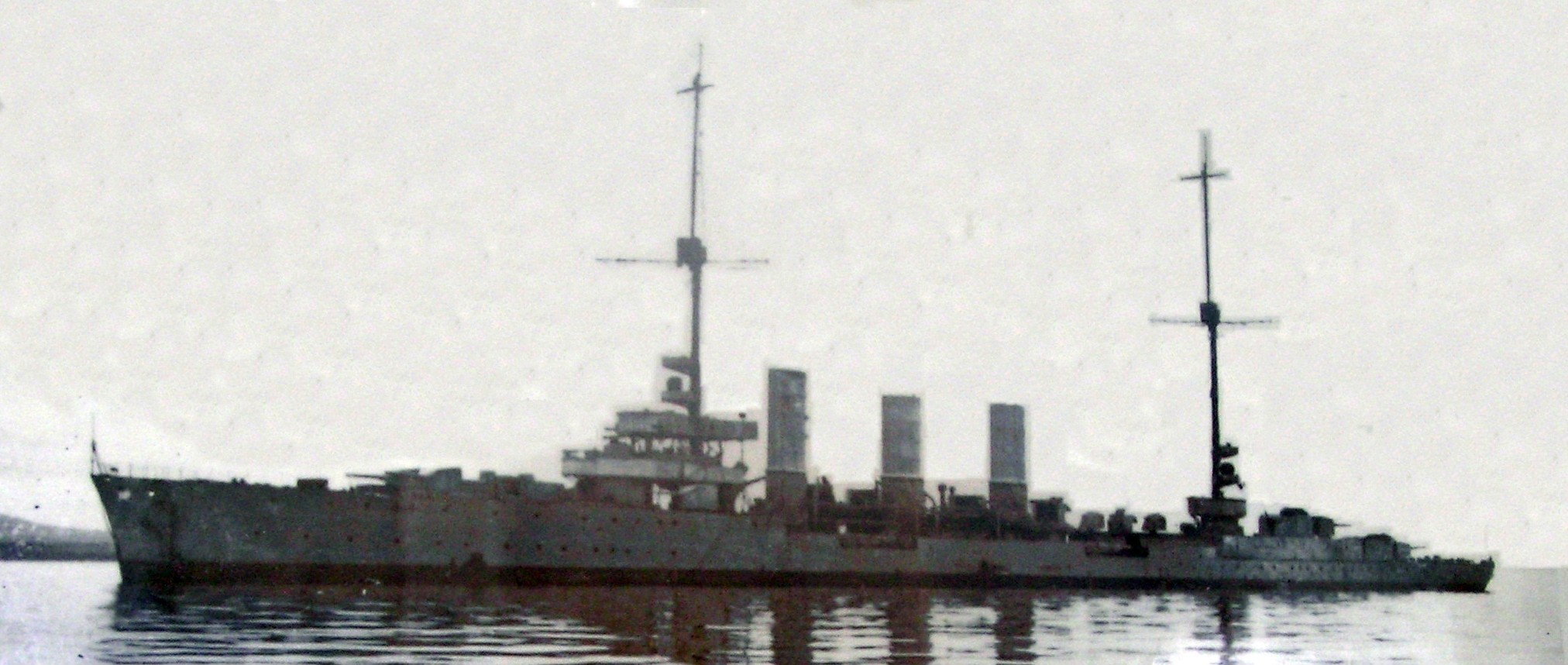
卡尔斯鲁厄号于斯卡帕湾

1917年10月，全部四艘柯尼斯堡级舰只均参加了阿尔比恩行动，这是一项针对里加湾岛屿发动的两栖作战。埃姆登号在当时担任一支鱼雷艇区舰队的向导舰，其余三艘舰则被分配至第二侦察集群。一个月后，柯尼斯堡号和纽伦堡号还在11月17日爆发的第二次黑尔戈兰海战中参与了行动。连同第二侦察集群的另外两艘小巡洋舰和以及无畏舰皇帝号和皇后号一起，柯尼斯堡号和纽伦堡号负责护送扫雷舰前往清理由英国人布设的雷区。在交战期间，战列巡洋舰反击号击中了柯尼斯堡号，造成的损伤极小但引发了严重的火灾。当德国战列舰抵达现场时，英国人中断了袭击，德国人也在随后撤离。
1918年10月，三艘柯尼斯堡级舰只及第二侦察集群余部计划将主导针对英国皇家海军的终极决战。其中柯尼斯堡号、皮劳号、科隆号和德累斯顿号将攻击泰晤士河口的商船运输，而卡尔斯鲁厄号、纽伦堡号和格劳登茨号则要炮击法兰德斯的目标，以引出英国大舰队。时任海军总参谋长的海军大将赖因哈德·舍尔和公海舰队总司令、海军上将弗朗茨·冯·希佩尔计划不惜以舰队一切代价尽可能重创英国海军，以确保德国获得更好的谈判地位。10月29日上午，将于次日从威廉港启航的命令正式下达。然而从当天夜晚开始，图林根号战列舰及其它几艘战列舰的水兵发生叛变。动荡最终迫使舍尔和希佩尔取消了行动。当得知这一情况后，德皇威廉二世哀呼，“我已不再拥有海军”。

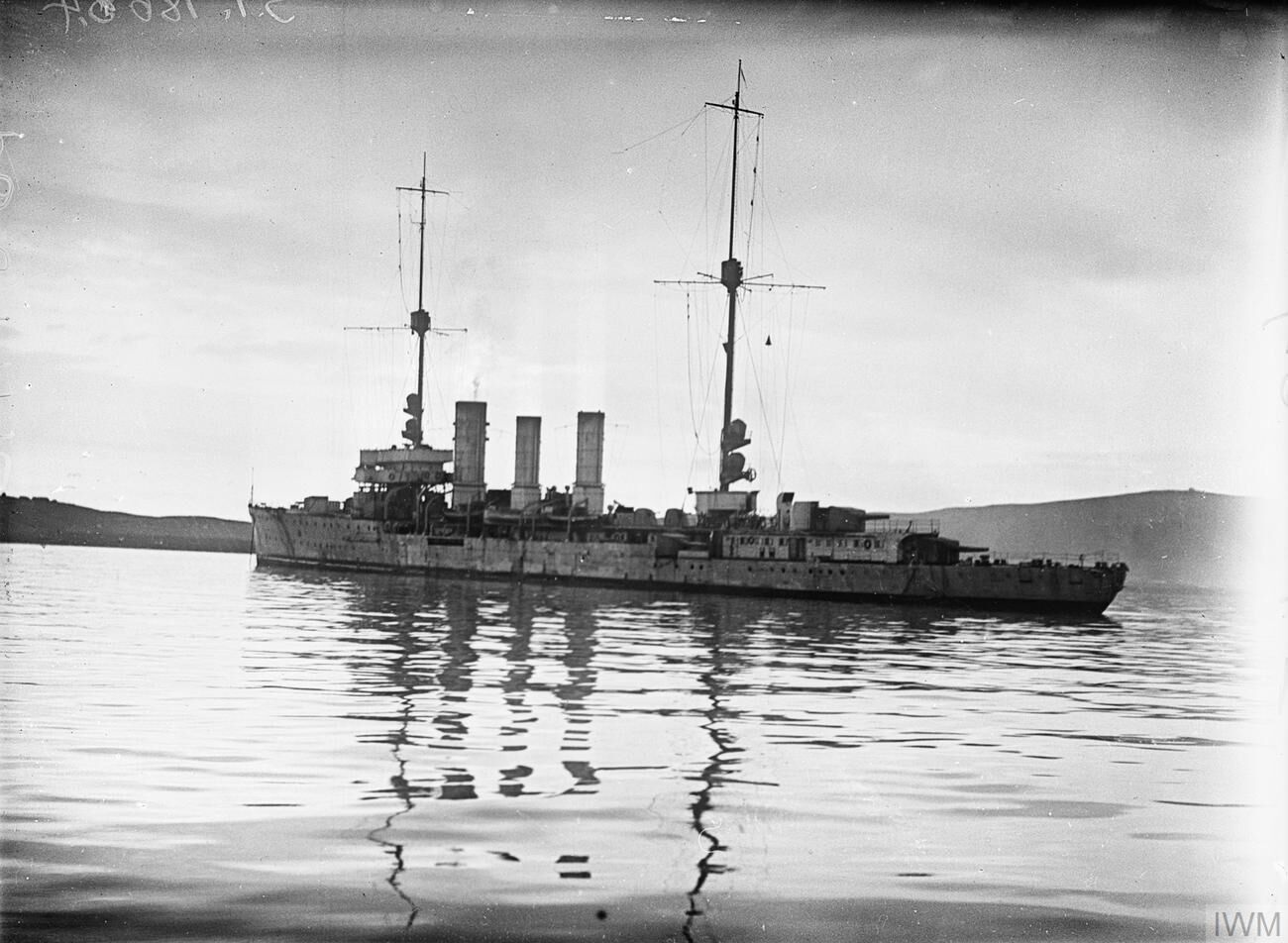
埃姆登号于斯卡帕湾

在终结战斗的《康边停战协定》签署后，柯尼斯堡号搭载着海军少将胡戈·莫伊雷尔前往斯卡帕湾，与大舰队总司令、海军上将戴维·贝蒂就德国舰队的拘禁地点展开磋商。一致认可的安排是公海舰队在北海与协约国联合舰队会合，然后前往福斯湾，继而再转移至斯卡帕湾——它们将被拘禁在那里。公海舰队的大部分舰只，包括卡尔斯鲁厄号、埃姆登号和纽伦堡号，都在海军少将路德维希·冯·罗伊特的指挥下被关押在斯卡帕湾的英国海军基地。而柯尼斯堡号则获准留在德国。
由于舰队旗舰腓特烈大帝号的船员难以驾驭，罗伊特被迫转移至埃姆登号，并在那里与一个水兵管委会和舰长合作管理舰只。在落实《凡尔赛条约》的谈判过程中，舰队仍然维持拘禁状态。罗伊特推断英国方面将于1919年6月21日，即谈判到期而无法达成协议的情况下会强占德国军舰，却不知截止日期已被延长至6月23日。为了防止这种情况，他决定第一时间凿沉己方舰只。6月21日上午，英国舰队离开斯卡帕湾进行训练演习；罗伊特于11:20向全体德国军舰下达了自沉命令。
卡尔斯鲁厄号于15:00沉没；舰只的打捞权于1962年出售。然而，它并没有被浮起报废。埃姆登号在完全沉没之前，便由英国水兵登舰抢先使之搁滩。当重新浮出水面后，它被割让予法国，并用做测试爆炸物的船只直至1926年拆解。纽伦堡号也被英国水兵搁滩，它最终作为靶舰被击沉于怀特岛附近。与此同时，柯尼斯堡号于1920年7月20日正式从海军名录中除籍并割让予法国。它在更名为“梅斯号”（Metz）后跟随法国海军服役直至1933年，并最终于1936年拆解报废。